# 未来韓国党
未来韓国党（みらいかんこくとう、朝鮮語:  미래한국당）とは、韓国の保守政党。2020年2月5日に発足、同年5月29日に未来統合党（9月に国民の力に改名）へ吸収合併される形で解散した。

## 概説
2019年の公職選挙法改正によって、国政選挙の比例代表制が小選挙区で政党得票率以上の議席を得た党に不利となる制度へ改正されたことを受け、自由韓国党が新制度へ対応するために創設した。
第21代総選挙で新しい比例代表制を無力化させ未来統合党を脱法的に利する役割を担う政党であったことから、韓国のマスメディアは脱法的な政党という批判的な意味合いを込めて未来韓国党に対し「衛星政党」という表現を用いた。

## 歴史
韓国では、文在寅政権が国会に上程した公職選挙法の改正案が2019年12月27日に可決され、第21代総選挙から比例代表を「準連動型比例代表制」と呼ばれる新しい制度で配分することになった。新しい制度では、比例代表47議席のうち30議席を「連動型比例代表制」（連動率50％）によって配分する。配分方法は、各党の小選挙区当選者数と政党得票率を公選法第189条の定める計算式に当てはめて算出するもので、政党得票率と比して小選挙区の獲得議席数が少なかった場合、政党得票率に見合った総議席数を保証する仕組みとなっている。
連動型比例代表制の議席配分方法は小選挙区で獲得した議席の数が多い政党に不利となる制度であり、野党第一党である自由韓国党は公選法改正案に強く反対していた。だが、同党を除く与野党が過半数の賛成を確保したため、劣勢を覆せなかった。これを受け、自由韓国党は連動型比例代表制を形骸化させる手段として比例代表に特化した衛星政党を分党する方策を採り、1月の創党を目標に「比例自由韓国党」の創党作業に入った。だが、2020年1月13日に 中央選挙管理委員会が政党法違反であるとの理由から党名に「比例」を入れることは認められないと判断したため、自由韓国党は1月17日に衛星政党の党名を「未来韓国党」へ変更した上で、2月5日に中央党創党大会を開いて創党作業を完了させた。その直後の2月17日、自由韓国党が他の保守政党と統合して未来統合党となった為、未来韓国党は引き続き未来統合党の衛星政党となった。なお、創党の際に韓善教が初代代表として選出されたが、党公認候補の選出を巡って未来統合党党首の黄教安と対立したため3月19日に辞任し、同日中に元裕哲が次の党首に就任した。
2020年4月15日、予定通り実施された第21代総選挙の比例代表制で未来韓国党は最多の19議席（得票率33.84%）を獲得し、共に民主党、未来統合党に次ぐ国会第3党となった。総選挙後の5月14日、未来韓国党と未来統合党は両党が早期に合併することで基本合意した。合併を巡っては党内から反発の声が挙がったものの、5月26日に未来韓国党の指導部は未来統合党への合併を正式に決定し、5月29日に未来統合党へ吸収される形で解散した。

## 選挙結果
| 代     | 年月日        | 議席数と 政党得票率 | 議席数と 政党得票率 | 議席数と 政党得票率 | 議席数と 政党得票率 | 備考                     |
| 代     | 年月日        | 合計                | 地域区              | 比例区              | 政党 得票率         | 備考                     |
| ------ | ------------- | ------------------- | ------------------- | ------------------- | ------------------- | ------------------------ |
| 第21代 | 2020年4月15日 | 19                  | -                   | 19                  | 33.84%              | 比例代表のみに候補者擁立 |